# Гольцовка (станция)
Гольцо́вка — промежуточная железнодорожная станция Пензенского отделения Куйбышевской железной дороги, располагается на территории Пензенской области.

## История
Станция была открыта в 1895 году с вводом новой линии Рузаевка — Пенза Московско-Казанской железной дороги. Электрифицирована в 1969 году постоянным током.

## Техническая информация
Станция Гольцовка расположена на однопутном участке Рузаевка — Пенза IV с электротягой постоянного тока и относится к Пензенскому региону Куйбышевской железной дороги. По характеру работы является промежуточной станцией, по объёму выполняемой работы отнесена к 5-му классу. Путевое развитие состоит из 5 путей: 1 главный (№ 1), 2 приёмо-отправочных (№ 2, 3) и 2 отправочных (№4, 6). На станции располагается база запаса подвижного состава, находящегося в ведении ОАО «РЖД». В нечётной горловине станции располагается неохраняемый переезд (79 км + 171 м).
Комплексный контроль за техническим состоянием путей осуществляет Пензенская дистанция пути (ПЧ-2). Контроль за техническим обслуживанием и ремонтом устройств автоматики и телемеханики осуществляет Пензенская дистанция сигнализации, централизации и блокировки (ШЧ-1). Станция открыта для грузовой работы.
Станция включена в диспетчерскую централизацию участка Пенза — Красный Узел. Станция переведена на диспетчерское управление. Управление стрелками и сигналами при передаче станции на сезонное или резервное управление осуществляется дежурным по станции.